# Средний Гессен

Регион Средний Гессен

Средний Гессен (нем. Region Mittelhessen, немецкий: [ˈmɪtl̩ˌhɛsn̩] (слушать)о файле) - один из трех географических регионов  в немецкой земле Гессен, наряду с Северным и Южным Гессеном. Его территория лежит в основном в границах административного округа Гиссен ( Regierungsbezirk Gießen ) и включает графства Лимбург-Вайльбург, Лан-Дилль-Крайс, Гиссен, Марбург-Биденкопф и Фогельсбергкрайс. 

## Геология и география

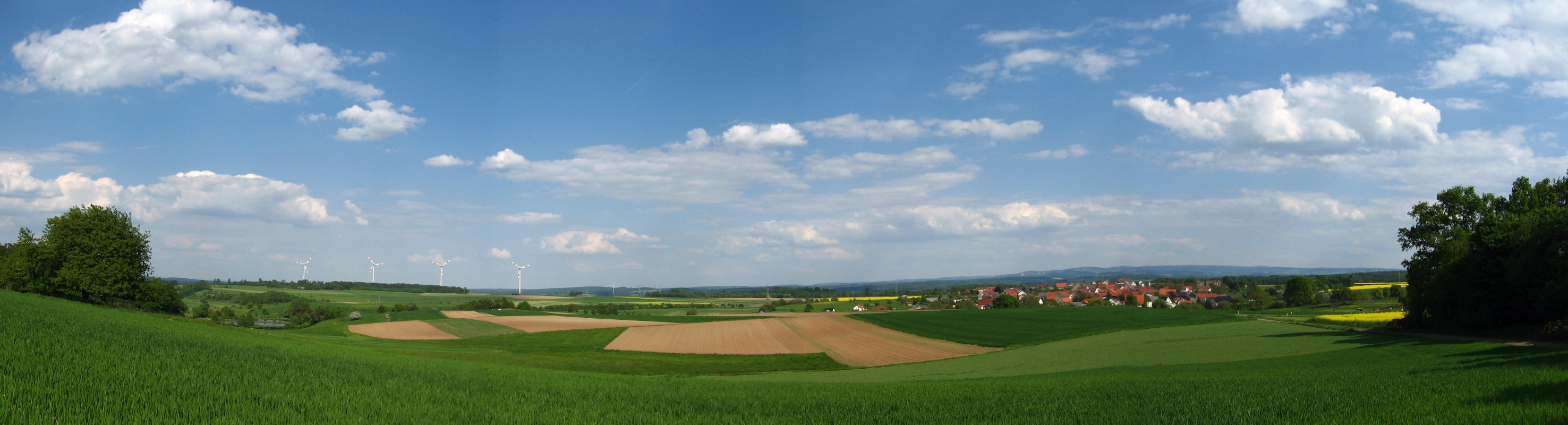
Плато Лумда

Средний Гессен геоморфологически представляет собой смесь возвышенностей и впадин долин, первоначально сформированных вулканизмом. 

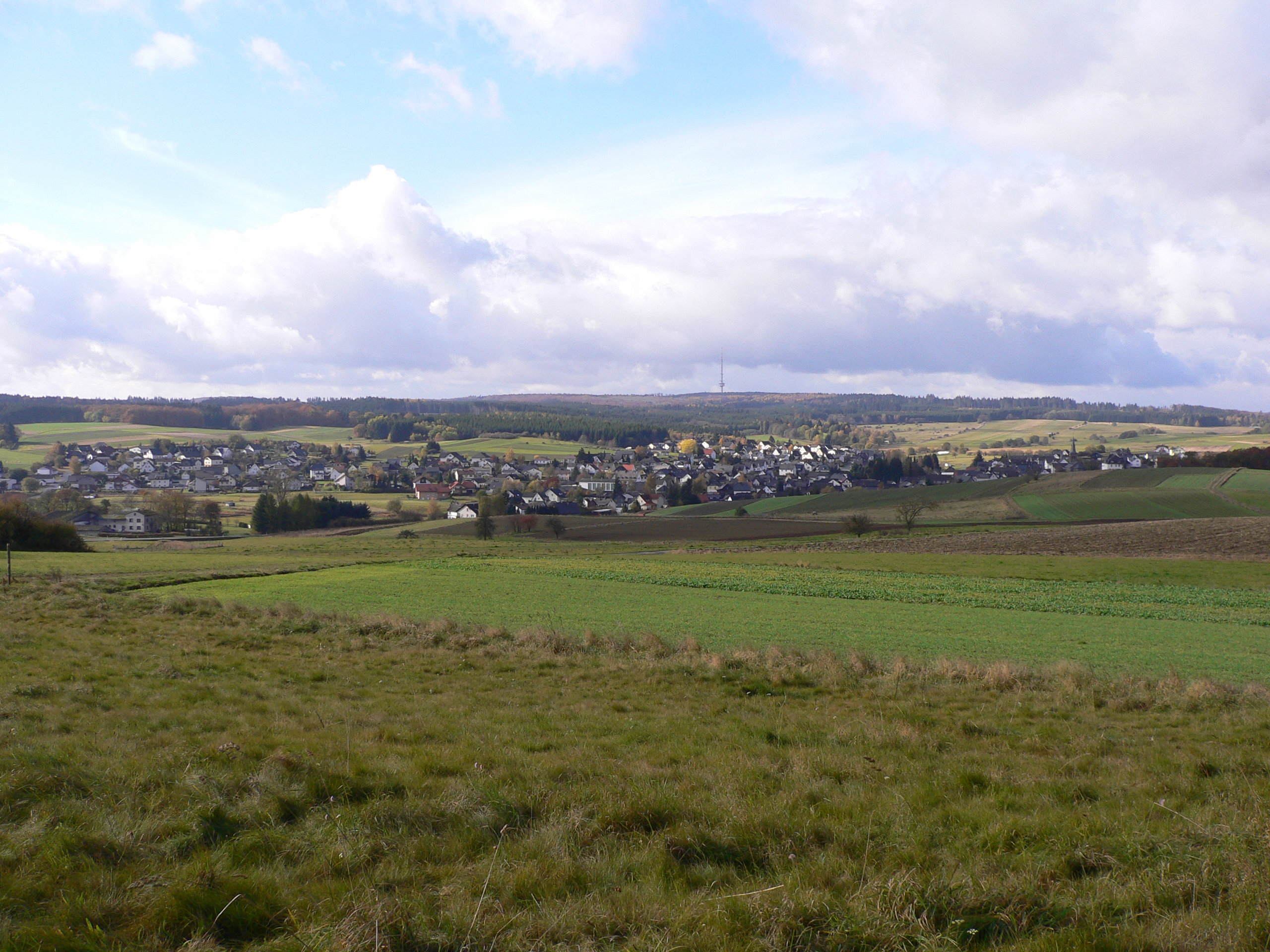
Плато Боттенхорн на Гладенбахской возвышенности

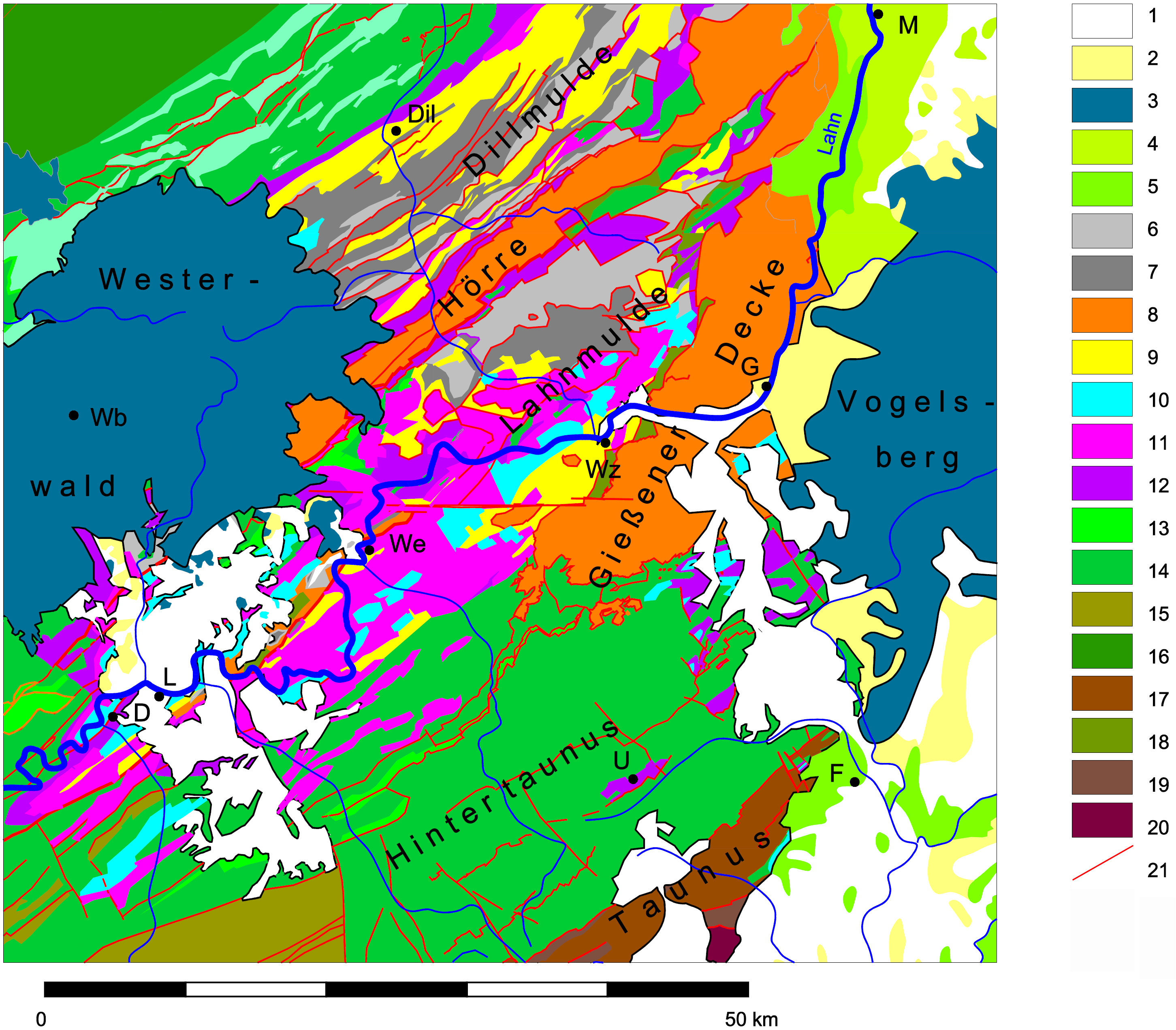
Геологическая карта Среднего Гессена

Западный Средний Гессен относится к Рейнскому массиву и, следовательно, является его древнейшей частью (сформировался в палеозое около 300–500 миллионов лет назад). Эта первоначально единая горная цепь была снова поднята во время альпийской складчатости. Отложения лёсса и наличие воды привели к его раннему заселению.
Богатые каолином глины лимнико-земных отложений были образованы морскими отложениями, которые когда-то в палеозое покрывали почти всю Германию. Они сформировали сырье для раннего производства гончарных и кирпичных изделий в регионе. Снова и снова предпринимались попытки добывать бурый уголь в Среднем Гессене; использование минеральных источников того времени, например, в бассейне Лёнбергер или в Зельтерсе, явно было более успешным даже до настоящего времени.

Западно-Гессенское нагорье примыкает к сланцевым горам на востоке, вплоть до Западно-Гессенской низменности . В палеозое (мезозое, около 140–200 миллионов лет назад) впадина заполнилась отложениями. Особого упоминания в горной местности к западу от впадины заслуживает песчаник Бантер, до 1000 г. метров толщиной, пористая порода, поэтому непривлекательная для заселения, которая характеризует Бургвальд, а также Марбургский хребет, Ланберге и северную часть Верхнего Гессенского хребта. Низкие горы Фогельсберг на востоке Среднего Гессена с базальтовой поверхностью площадью 2500 кв. км², является самым большим непрерывным вулканическим хребтом в Европе. Давным-давно лавы растеклись в столообразные образования с мощностью базальта до 300 метров.

### Горы

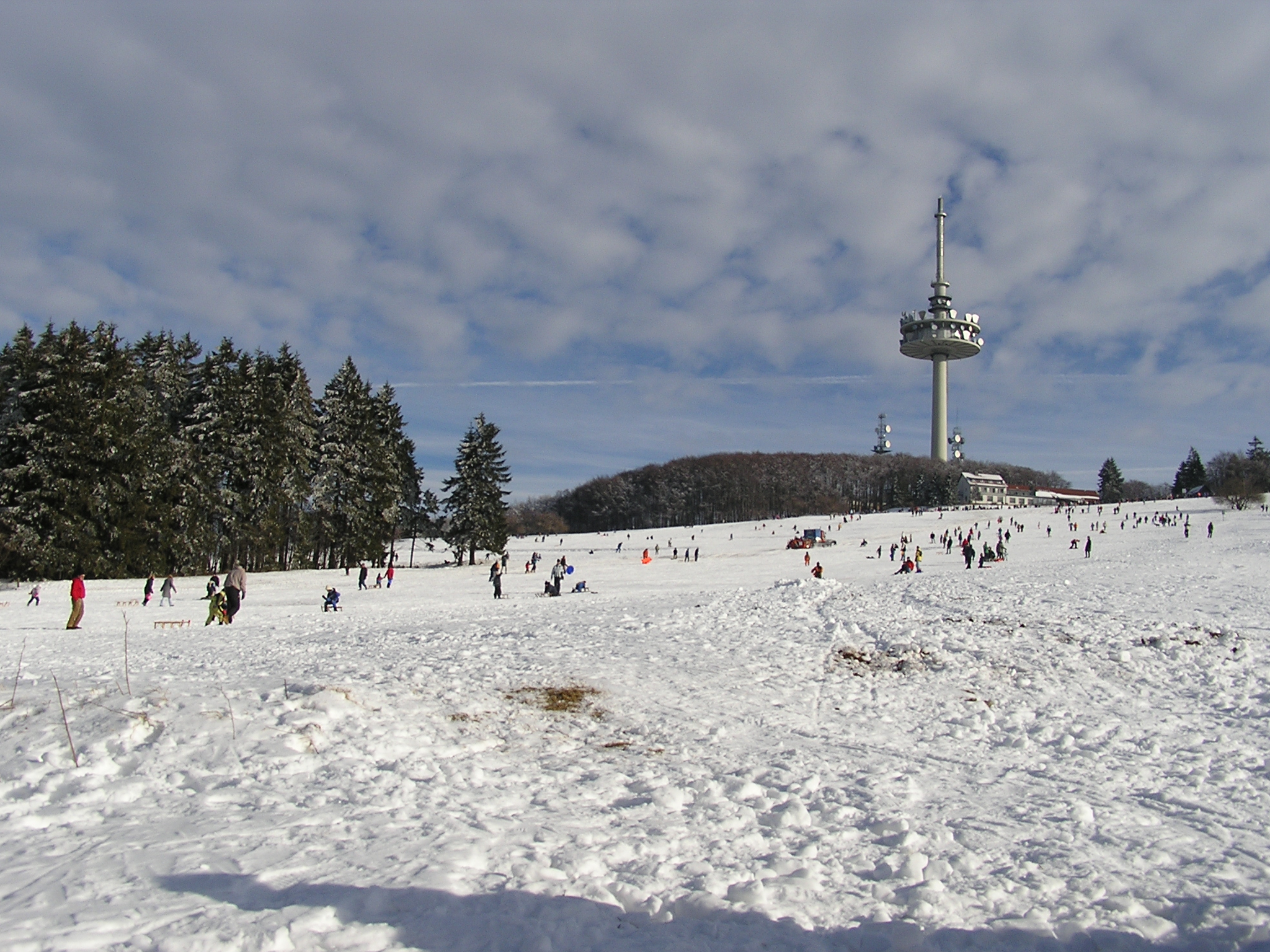
Фогельсберг зимой

Бьютты Рейнского массива - как Закпфайфе (674 г. м), Ангельбург (609 м), Дюнсберг (498 м) и Римберг (498 м); и базальтовые куппе, вроде Аменебурга, Штоппельберга (402 г. м) на севере Восточного Хинтертауна или Глейберга - характеризуют ландшафт. Наиболее важными горами средней части Гессена Вестервальда являются Хёльберг (643 г. м), Ауф дер Баар (618 м) и Knoten (605 м). Важнейшими холмами среднегессенской части Восточного Хинтертауна являются Кухбетт (526 г. м), Хессельберг (518 м) и Штайнкопф (518 м). Самая высокая вершина Среднего Гессена - Тауфштайн на востоке региона в горах Фогельсберг, высота которой достигает 773 метров.

### Реки

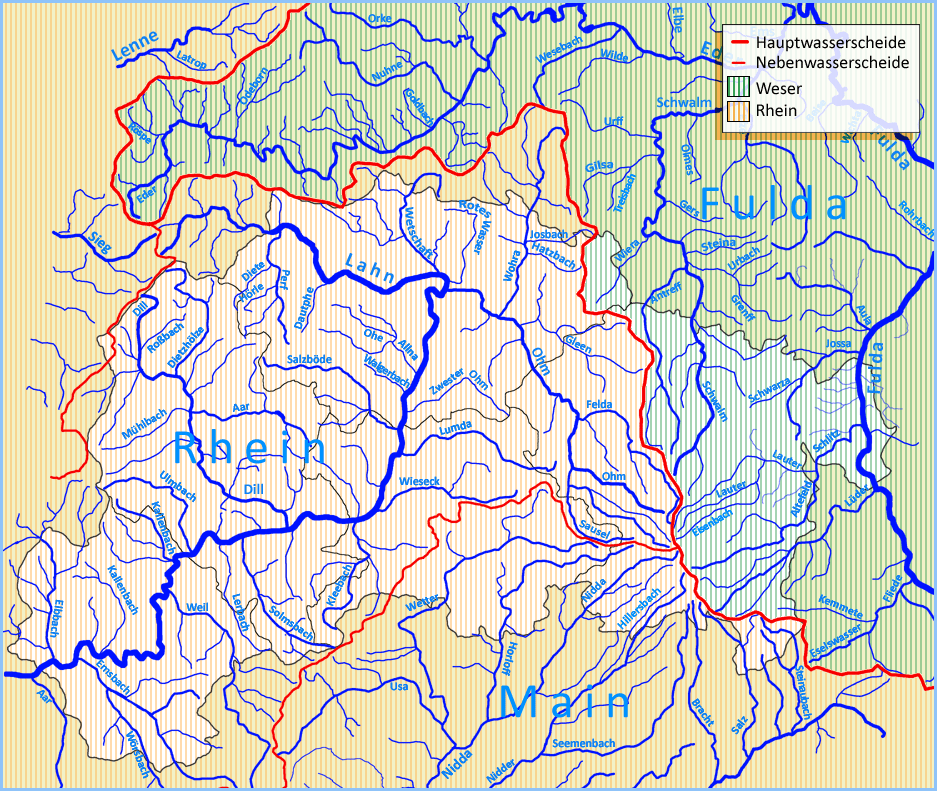
Реки в Среднем Гессене

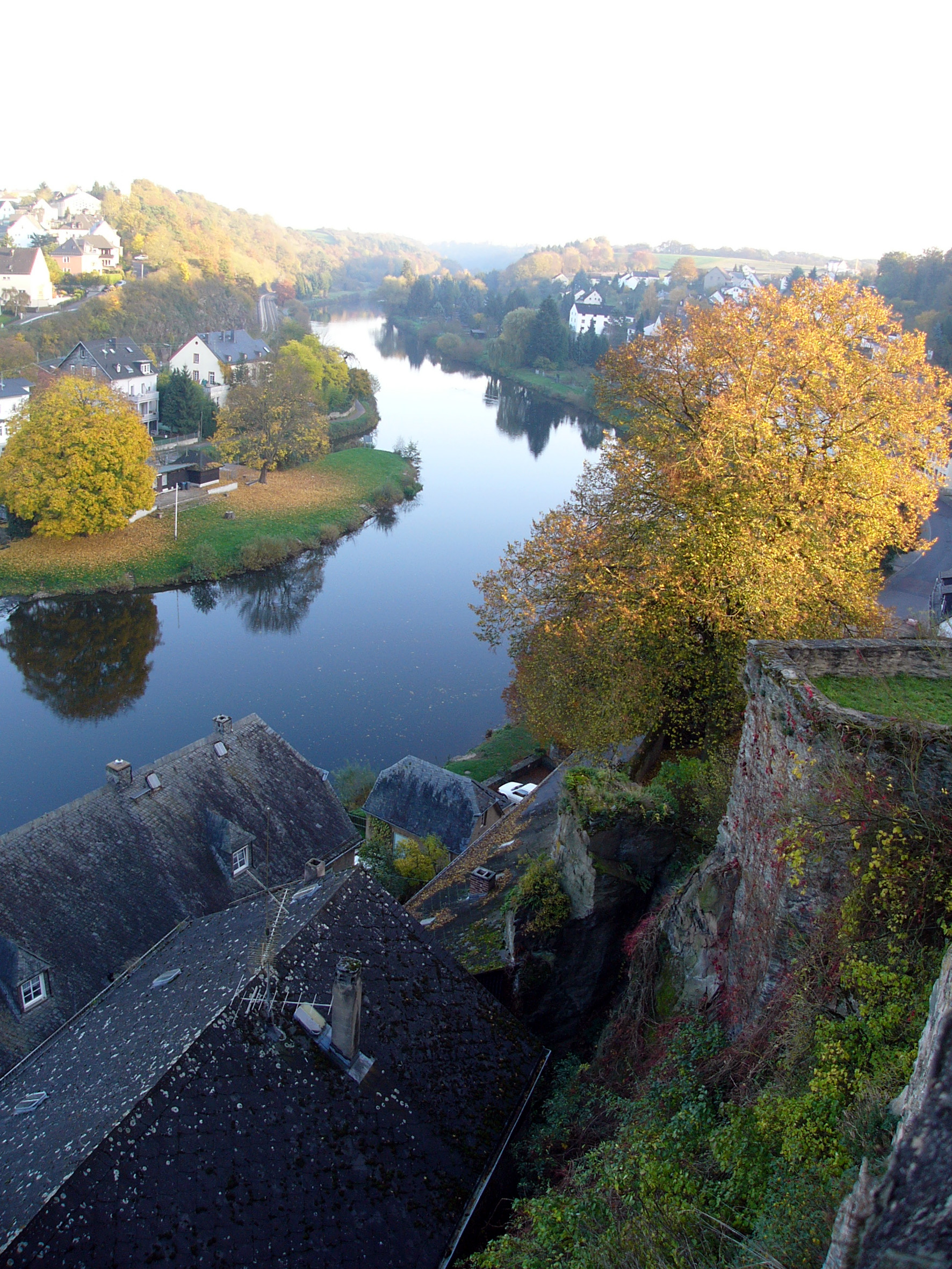
Долина реки Лан возле Рункеля

По диагонали через Фогельсберг с юго-востока на северо-запад проходит водораздел Рейн-Везер . Реки, берущие начало в северном и восточном Фогельсберге, впадают через Фульду в Везер . К ним относятся Швальм, Антрифт, Людер и Шлиц .